# سليل شيتي
سليل شيتي ناشط هندي، وهو الأمين العام الثامن لمنظمة العفو الدولية خلفا لآيرين خان التي شغلت هذا المنصب لثمانية أعوام، وكان سابقا يشغل مدير حملة الألفية التابعة للأمم المتحدة منذ أكتوبر 2003 إلى غاية انتخابه أمينا عاما للمنظمة عام 2010. كما تولى منصب الرئيس التنفيذي لجمعية أكشن إيد الإنسانية من 1998 إلى 2003. يشيد له كثيرون على دوره في مجال حقوق الإنسان، كما قام بزيارة مصر بعد انتفاضتها وقال في مؤتمر صحفي آنذاك بأن التضييق على المدونين والصحفيين من قبل المجلس العسكري المصري يذكرنا بعصر مبارك وأستراليا بهدف مساعدة السكان الأصليين استعادة حقوقهم. ورحب بيتر باك رئيس اللجنة التنفيذية للمنظمة بفوز شيتي كأمين عام نظر لخبرته ولدوره الملحوظ من أجل الدفاع عن حقوق الإنسان.
انتقد في فبراير الماضي الفيتو الروسي والصيني الذي عارض قرارا لمجلس الأمن يدين المجزرة التي وقعت في حلب آنذاك قائلا:«يُعد هذا استخداماً غير مسؤول البتة لحق النقض (الفيتو) من جانب كل من روسيا والصين.»

## روابط خارجية
- سليل شيتي على موقع مونزينجر (الألمانية)